# Forn de la Torre de Cellers
El forn de la Torre de Cellers és una obra de Parets del Vallès (Vallès Oriental) inclosa a l'Inventari del Patrimoni Arquitectònic de Catalunya.
Es desconeix quan va ser construït i probablement se l'ha fet en diferents etapes, com és el cas del casal fortificat de la Torre de Cellers. Aquest lloc era, gairebé segur, poblat a l'època romana i la seva importància va créixer fins a l'edat moderna. S'hi arriba per una escala que condueix a un curt passadís que es detura un va acabat per un arc de maons, de l'alçada d'una persona, travessant el qual s'entra al forn. El sostre d'aquesta sala dona a l'exterior i té petites obertures quadrangulars a manera de petites xemeneies. A l'exterior, aquestes obertures estan envoltades per un mur de poca alçada.